# Brían Rubio
Brían Rubio (Guadalajara, Jalisco, México, 9 de noviembre de 1996) es un futbolista mexicano que juega como delantero en el Club Sport Herediano de la Primera División de Costa Rica .

## Trayectoria

### Mazatlán Fútbol Club
El 23 de junio de 2021, se hace oficial su llegada al Mazatlán FC.
El 5 de enero de 2024, Brian Rubio anunció su regreso al Mazatlán FC para disputar el torneo Clausura 2024 de la Liga MX, marcando su segunda etapa con el equipo. Después de su paso por el León, el delantero tapatío de 27 años volverá a vestir los colores morados del conjunto mazatleco, dirigido por Ismael Rescalvo. Rubio, con experiencia internacional, contribuyó al título de la Copa de Campeones de la Concacaf 2023 con el León antes de reintegrarse al Mazatlán FC, que logró un récord de puntos en el torneo Apertura 2023.

### Club León
El 24 de diciembre de 2022, se anuncia su llegada al Club León.

## Estadísticas

### Clubes
Actualizado al último partido disputado el 8 de noviembre de 2024.
| Club                            | Div.          | Temporada     | Liga  | Liga  | Copas nacionales | Copas nacionales | Copas internacionales | Copas internacionales | Total | Total |
| Club                            | Div.          | Temporada     | Part. | Goles | Part.            | Goles            | Part.                 | Goles                 | Part. | Goles |
| ------------------------------- | ------------- | ------------- | ----- | ----- | ---------------- | ---------------- | --------------------- | --------------------- | ----- | ----- |
| Deportivo Toluca F. C. · México | 1.ª           | 2017-18       | 0     | 0     | 1                | 0                | —                     | —                     | 1     | 0     |
| Deportivo Toluca F. C. · México | 1.ª           | 2018-19       | 0     | 0     | 0                | 0                | 1                     | 0                     | 1     | 0     |
| Deportivo Toluca F. C. · México | Total club    | Total club    | 0     | 0     | 1                | 0                | 1                     | 0                     | 2     | 0     |
| C. S. Herediano · Costa Rica    | 1.ª           | 2018-19       | 0     | 0     | 0                | 0                | 2                     | 0                     | 2     | 0     |
| C. S. Herediano · Costa Rica    | 1.ª           | 2019-20       | 20    | 9     | 0                | 0                | —                     | —                     | 20    | 9     |
| C. S. Herediano · Costa Rica    | 1.ª           | 2025-26       | 0     | 0     | 0                | 0                | 0                     | 0                     | 0     | 0     |
| C. S. Herediano · Costa Rica    | Total club    | Total club    | 20    | 9     | 0                | 0                | 2                     | 0                     | 22    | 9     |
| F. C. Juárez · México           | 1.ª           | 2019-20       | 6     | 1     | 6                | 2                | —                     | —                     | 12    | 3     |
| F. C. Juárez · México           | 1.ª           | 2020-21       | 13    | 2     | —                | —                | —                     | —                     | 13    | 2     |
| F. C. Juárez · México           | Total club    | Total club    | 19    | 3     | 6                | 2                | 0                     | 0                     | 25    | 5     |
| Mazatlán F. C. · México         | 1.ª           | 2021-22       | 30    | 4     | —                | —                | —                     | —                     | 30    | 4     |
| Mazatlán F. C. · México         | 1.ª           | 2022-23       | 15    | 0     | —                | —                | —                     | —                     | 15    | 0     |
| Mazatlán F. C. · México         | 1.ª           | 2023-24       | 12    | 1     | —                | —                | 5                     | 1                     | 17    | 2     |
| Mazatlán F. C. · México         | 1.ª           | 2024-25       | 16    | 3     | —                | —                | —                     | —                     | 16    | 3     |
| Mazatlán F. C. · México         | Total club    | Total club    | 73    | 8     | 0                | 0                | 5                     | 1                     | 78    | 9     |
| Club León · México              | 1.ª           | 2022-23       | 14    | 3     | —                | —                | 8                     | 2                     | 22    | 5     |
| Club León · México              | 1.ª           | 2023-24       | 14    | 1     | ―                | ―                | 3                     | 0                     | 17    | 1     |
| Club León · México              | Total club    | Total club    | 28    | 4     | 0                | 0                | 11                    | 2                     | 39    | 6     |
| Total carrera                   | Total carrera | Total carrera | 140   | 24    | 7                | 2                | 19                    | 3                     | 145   | 29    |

## Palmarés

### Títulos nacionales
| Título               | Club              | País       | Año    |
| -------------------- | ----------------- | ---------- | ------ |
| Campeón de Campeones | Tigres de la UANL | México     | 2017   |
| Liga MX              | Tigres de la UANL | México     | A-2017 |
| Primera División     | CS Herediano      | Costa Rica | A-2019 |

### Títulos internacionales
| Título                           | Equipo    | Sede     | Año  |
| -------------------------------- | --------- | -------- | ---- |
| Liga de Campeones de la Concacaf | Club León | Concacaf | 2023 |